# Inteligentni korisnički interfejs
Inteligentni korisnički interfejs (IUI Inteligent User Interface, Inteligentni UI ili Interfejs agent) je korisnički interfejs koji sadrži neke aspekte veštačke inteligencije. Postoji mnogo modernih primera IUI-a od kojih je najpoznatiji Microsoft Office assistant.
IUI se bazira na tome da kompjuter ima znanje o vrsti korisnika i uz pomoć toga bolje razume njegove želje i potrebe i može da poboljša interakciju. 

## Istorija
Verovatno jedan od najranijih primera inteligentnog korisničkog interfejsa se pojavio u Intelligent Computer Assisted Instruction grupi, koja je napravljena 1960-ih i 70-ih> a postala popularna među akademicima 1980-e. Takođe, početkom 80-ih godina prošlog veka, pošto su se ekspertski sistemi stabilizovali u okviru veštačke inteligencije, počeli su da se koriste i pri korisničkim iterfejsima. Savremeniji IUI-evi, kao što je Clippy su statički orijentisani, koristeći metode mašinskog učenja kako da prilagode interaktivno iskustvo svakom korisniku.

## Teškoće definicije
Pitanje šta je to "inteligentno", kao i šta se računa u "interfejs" je diskutabilno, ali lak način da se prepozna razlika je kroz objavljenje radove u časopisima na ovu temu, kao što je International Conference on Intelligent User Interfaces, ili časopisima povezanim sa korisničkim interfejsom i veštačkom inteligencijom, kao što je AAAI.